# باول ديمايو
باول ديمايو (بالإنجليزية: Paul Demayo)‏ مواليد 12 سبتمبر 1967 في كاليفورنيا - الوفاة 2 يونيو 2005 في بوسطن، كان ملاكم أمريكي سابق.